# Zonotriche
Zonotriche là một chi thực vật có hoa trong họ Hòa thảo (Poaceae).

## Loài
Chi Zonotriche gồm các loài: